# Tom Mardirosian
Tom Mardirosian (Buffalo, 14 dicembre 1947) è un attore statunitense.

## Biografia
Nato a Buffalo, ha origini armene, oltre ad avere un fratello di nome Oliver Clark, anch'egli un attore. Principalmente è conosciuto per avere interpretato Agamemnon Busmalis nella serie TV Oz e l'agente Kristos Koutris in The Wire.

## Filmografia

### Attore

#### Cinema
- Tootsie, regia di Sydney Pollack (1982)
- Una poltrona per due (Trading Places), regia di John Landis (1983)
- Alphabet City, regia di Amos Poe (1984)
- Agent on Ice, regia di Clark Worswick (1985)
- Power - Potere (Power), regia di Sidney Lumet (1986)
- Eat and Run, regia di Christopher Hart (1987)
- I delitti del rosario (The Rosary Murders), regia di Fred Walton (1987)
- Un poliziotto in blue jeans (Shakedown), regia di James Glickenhaus (1988)
- New York Stories, regia di Francis Ford Coppola (1989)
- Il matrimonio di Betsy (Betsy's Wedding), regia di Alan Alda (1990)
- Presunto innocente (Presumed Innocent), regia di Alan J. Pakula (1990)
- Il principe delle donne (Boomerang), regia di Reginald Hudlin (1992)
- La metà oscura (The Dark Half), regia di George A. Romero (1993)
- Don Juan De Marco - Maestro d'amore (Don Juan De Marco), regia di Jeremy Leven (1995)
- On the Q.T., regia di Yale Strom (2001)
- Lady in the Water, regia di M. Night Shyamalan (2006)
- Wall Street - Il denaro non dorme mai (Wall Street: Money Never Sleeps), regia di Oliver Stone (2010)
- Indovina perché ti odio (That's My Boy), regia di Sean Anders (2012)
- Bastardi in divisa (Let's Be Cops), regia di Luke Greenfield (2014)
- Abe, regia di Fernando Grostein Andrade (2019)

#### Televisione
- Seizure: The Story of Kathy Morris, regia di Gerald I. Isenberg - film TV (1980)
- I Ryan (Ryan's Hope) - serie TV, episodio 1337 (1980)
- Texas - serie TV, episodio 1139 (1981)
- Mary poliziotto di strada (Muggable Mary, Street Cop), regia di Sandor Stern - film TV (1982)
- The Neighborhood, regia di Lee H. Katzin - film TV (1982)
- Destini (Another World) - serie TV, 1 episodio (1984)
- Miami Vice - serie TV, 2 episodi (1984-1986)
- Rockabye, regia di Richard Michaels - film TV (1986)
- Kojak: None So Blind, regia di Alan Metzger - film TV (1990)
- Law & Order - I due volti della giustizia (Law & Order) - serie TV, 7 episodi (1991-2006)
- La morte nera (Quiet Killer), regia di Sheldon Larry - film TV (1992)
- Rose White (Miss Rose White), regia di Joseph Sargent - film TV (1992)
- L.A. Law - Avvocati a Los Angeles (L.A. Law) - serie TV, episodio 6x19 (1992)
- Immagini dall'incubo (With Murder in Mind), regia di Michael Tuchner - film TV (1992)
- Corsie in allegria (Nurses) - serie TV, episodio 3x20 (1994)
- Love & War - serie TV, episodio 3x05 (1994)
- NYPD - New York Police Department (NYPD Blue) - serie TV, episodio 3x02 (1995)
- Fascino assassino (If Looks Could Kill), regia di Sheldon Larry - film TV (1996)
- È lui il mio assassino (Voice from the Grave), regia di David Jackson - film TV (1996)
- Oz - serie TV, 47 episodi (1998-2003)
- Queens Supreme - serie TV, episodio 1x06 (2003)
- The Wire - serie TV, 3 episodi (2003)
- The Jury - serie TV, episodio 1x03 (2004)
- The Bedford Diaries - serie TV, 2 episodi (2006)
- New Amsterdam - serie TV, episodio 1x04 (2008)
- The Philantropist - serie TV, episodio 1x07 (2009)
- Blue Bloods - serie TV, episodio 2x11 (2012)
- Elementary - serie TV, episodio 3x07 (2014)
- Mom - serie TV, episodio 3x12 (2016)
- Bosch - serie TV, 3 episodi (2016)
- City on a Hill - serie TV, episodio 1x03 (2019)
- The Blacklist - serie TV, episodio 9x03 (2021)

#### Cortometraggi
- Razor's Edge, regia di Lorenzo Benedick (1999)

### Doppiatore

#### Videogiochi
- Canis Canem Edit (Bully) (2006)
- Evolve (2015)

## Doppiatori italiani
Nelle versioni in italiano delle opere in cui ha recitato, Tom Mardirosian è stato doppiato da:
- Ambrogio Colombo in Law & Order - I due volti della giustizia (ep. 1x17), The Wire
- Maurizio Reti in La metà oscura, Law & Order - I due volti della giustizia (ep.16x07)
- Stefano Oppedisano in Elementary, Abe
- Francesco Vairano in Presunto innocente
- Gino La Monica in Bosch
- Giorgio Locuratolo in Oz
- Oliviero Dinelli in City on a Hill
- Renato Cortesi in Blue Bloods
- Toni Orlandi in Bastardi in divisa
- Vladimiro Conti in Lady in the Water
- Dario Oppido in The Blacklist

Nei prodotti a cui partecipa come doppiatore, in italiano è stato sostituito da:
- Gianluca Iacono in Evolve